# Skrzyczne

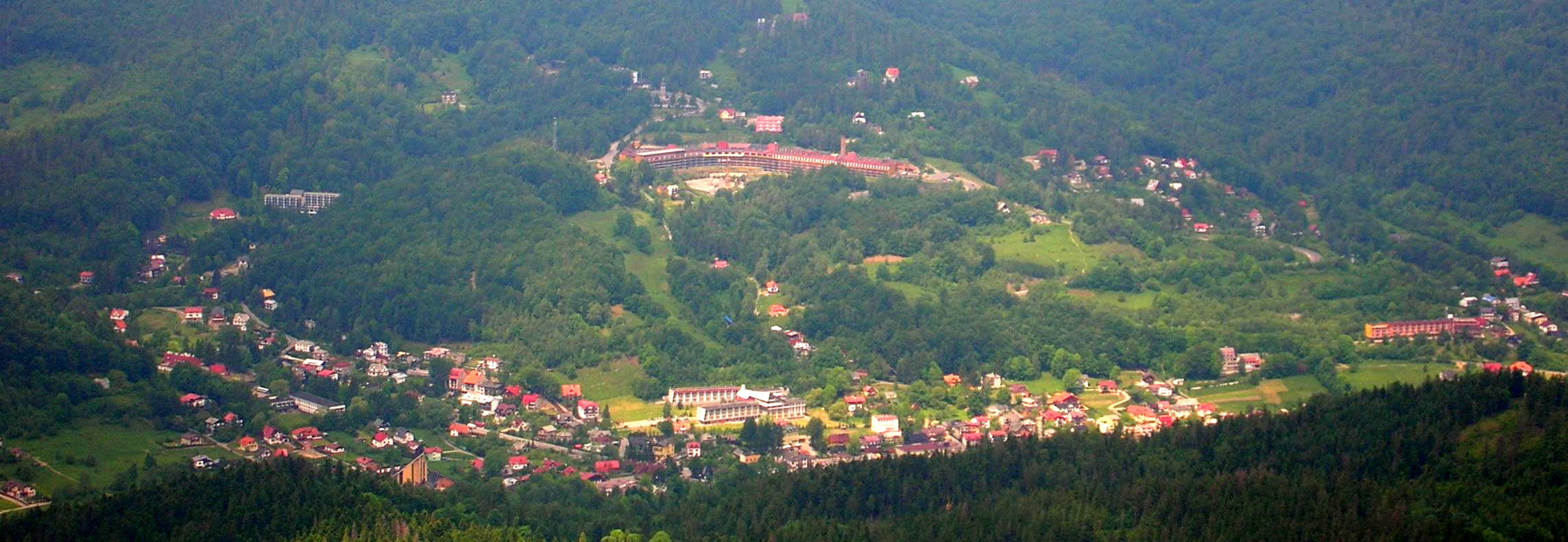
Panorama Szczyrku ze Skrzycznego

Skrzyczne (1257 m n.p.m.) – najwyższy szczyt w grupie górskiej Beskidu Śląskiego w Zewnętrznych Karpatach Zachodnich w Polsce. Jako najwyższy szczyt Beskidu Śląskiego Skrzyczne należy do Korony Gór Polski.

## Topografia
Skrzyczne wznosi się na północnym końcu głównego grzbietu Pasma Baraniej Góry i Skrzycznego. Masyw Skrzycznego oddziela dolinę górnego toku Żylicy od Kotliny Żywieckiej. Ze względu na charakterystyczną sylwetkę góry, stromo opadającej ku wschodowi i północy oraz na położony na szczycie maszt nadajnika RTV jest ona łatwo rozpoznawalna z wielu miejsc, np. w Beskidzie Żywieckim lub w Tatrach. Stoki Skrzycznego znajdują się w granicach miasta Szczyrk i wsi Słotwina i Lipowa.
W grzbiecie między Skrzycznem a Skałą Malinowską kolejno wyróżnia się 3 wierzchołki: Skrzyczne, Małe Skrzyczne i Kopa Skrzyczeńska. W masywie Skrzycznego po północno-wschodniej stronie znajdują się wzniesienia: Skalite, Niesłychany Groń, Palenica i Mała Palenica i mają źródła potoki: Potok Dunatów, Potok Graniczny, Potok Malinowy, Potok Drągowy, Kalonka, Malinowski Potok i potoki zasilające Żylicę.

## Nazwa
Według rozpowszechnionego podania, przytoczonego w XVIII w. w „Dziejopisie Żywieckim” przez ówczesnego wójta żywieckiego, Andrzeja Komonieckiego, nazwa góry (Skrzyczne lub Skrzecznia) ma pochodzić od skrzeczenia żab, które w wielkiej ilości zamieszkiwały staw, kiedyś istniejący podobno w kotle (rzekomo polodowcowym) między Skrzycznem a Małym Skrzycznem: Na której górze jest jezioro jedno na kształt stawu sitowiną zarosłe, gdzie czarna woda zawsze stoi, i stąd nazwana ta góra jest Skrzecznią albo Skrzeczno, że w tym jeziorze żaby często skrzeczą, że ich daleko pod wieczór słychać.

## Przyroda
Masyw Skrzycznego zbudowany jest z grubych warstw piaskowców godulskich. Ku dolinie Żylicy oraz ku Kotlinie Żywieckiej góra ta opada bardzo stromymi stokami. W krajobrazie Kotliny Żywieckiej prezentuje się tym potężniej, iż śmiało wystrzela ponad otaczające ją obniżenie jednym, blisko 800-metrowym zrębem. W kierunku północnym grzbiet Skrzycznego opada ku przełęczy Siodło kilkoma wysokimi progami, a jego zbocza pokrywają potężne pokrywy rumowiskowe, porośnięte obecnie częściowo lasem – pozostałość wietrzenia mrozowego z okresu lodowcowego.
Poczynając od końca lat 60. XX w. odkryto na stokach Skrzycznego ok. 20 niewielkich jaskiń typu szczelinowego i schronisk skalnych, rozwiniętych w budujących górę piaskowcach. Największa z nich, Jaskinia Pajęcza (długość korytarzy 61 m – dziś już niedostępna po zawaleniu wejścia), znajduje się na południowy zachód od hali Jaworzyna, na wysokości ok. 1075 m n.p.m., a jej nazwa pochodzi od występującej tam bogatej fauny pajęczaków.
Z rzadkich w Polsce roślin na Skrzycznem znajduje się jedno ze stanowisk tojadu mocnego morawskiego.

## Sport i turystyka
Na szczycie znajduje się schronisko PTTK Skrzyczne (przed II wojną światową funkcjonował również drugi obiekt – schronisko turystyczne pod Skrzycznem), basen dla dzieci, ścianka wspinaczkowa, strzelnica (łuk, wiatrówka) i boisko. Można tam wjechać dwuodcinkową koleją krzesełkową „Skrzyczne” ze Szczyrku. Na zboczach góry znajdują się trasy narciarskie o różnym stopniu trudności należące do Ośrodka Narciarskiego COS (m.in. trasa FIS) i łącznej długości 14 km. Przez Skrzyczne przechodzi też wiele szlaków turystycznych (np. na Baranią Górę) – pieszych i rowerowych (również wyczynowych Downhill, na których odbywały się między innymi zawody Pucharu Polski czy Puchar Świata w latach 2024-2025). Ponadto szczyt Skrzycznego ze strony wschodniej (od Jeziora Żywieckiego) jest znakomitym startowiskiem dla miłośników paralotni.

## Zagospodarowanie
Na szczycie Skrzycznego od końca lat 90. XX w. wznosi się charakterystyczny 87-metrowy maszt nadajnika RTV. W usytuowanym obok budynku mieści się Radiowo-Telewizyjny Ośrodek Nadawczy Wisła/Skrzyczne firmy EmiTel z grupy TP SA. Na wieży nadawczej EmiTela zainstalowane są również anteny przemienników amatorskich: w pasmie 2m przemiennik SR9B „Beskidek” pracujący na częstotliwości 145,7125 MHz oraz przemiennik SR9SK pracujący w pasmie 70 cm na częstotliwości 439,375 MHz. Ponadto od sierpnia 2007 na częstotliwości 1250 MHz pracuje ze Skrzycznego przemiennik telewizji amatorskiej o znaku SR9TVA.

## Szlaki turystyczne
ze Szczyrku Centrum przez halę Jaworzyna – 2:25 h, z powrotem 1:45 h
 ze Szczyrku Centrum przez przełęcz Becyrek – 2:15 h, z powrotem 1:40 h
  z Buczkowic przez Siodło pod Skalitem – 3:20 h, z powrotem 2:30 h
 z Ostrego – 2:15 h, z powrotem 1:30 h
  na przełęcz Salmopolską przez Malinowską Skałę – 2:15 h, z powrotem 3 h
 na Baranią Górę – 2:45 h, z powrotem 3:00 h.

## Galeria zdjęć

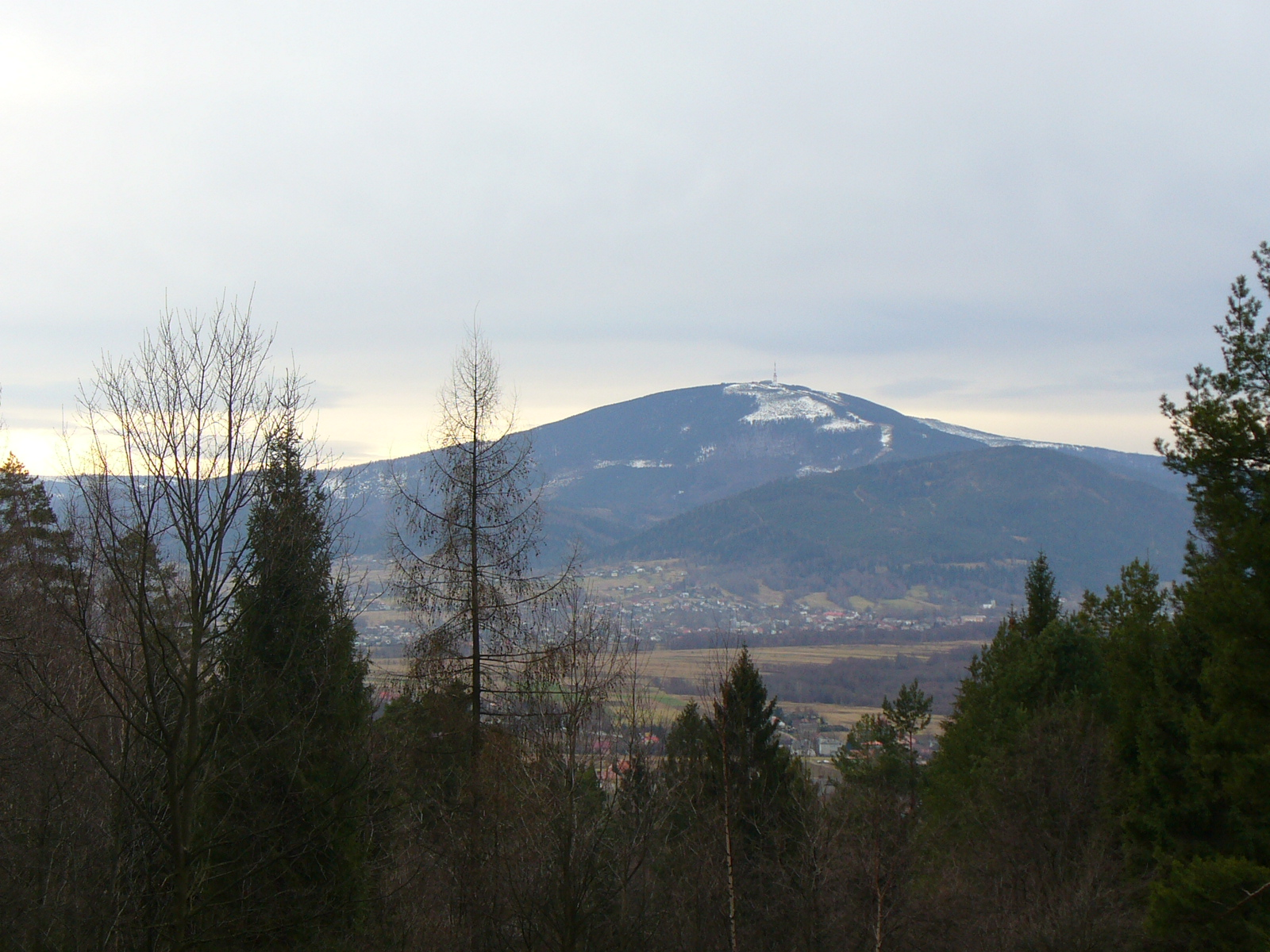
Widok na Skrzyczne spod Magurki Wilkowickiej
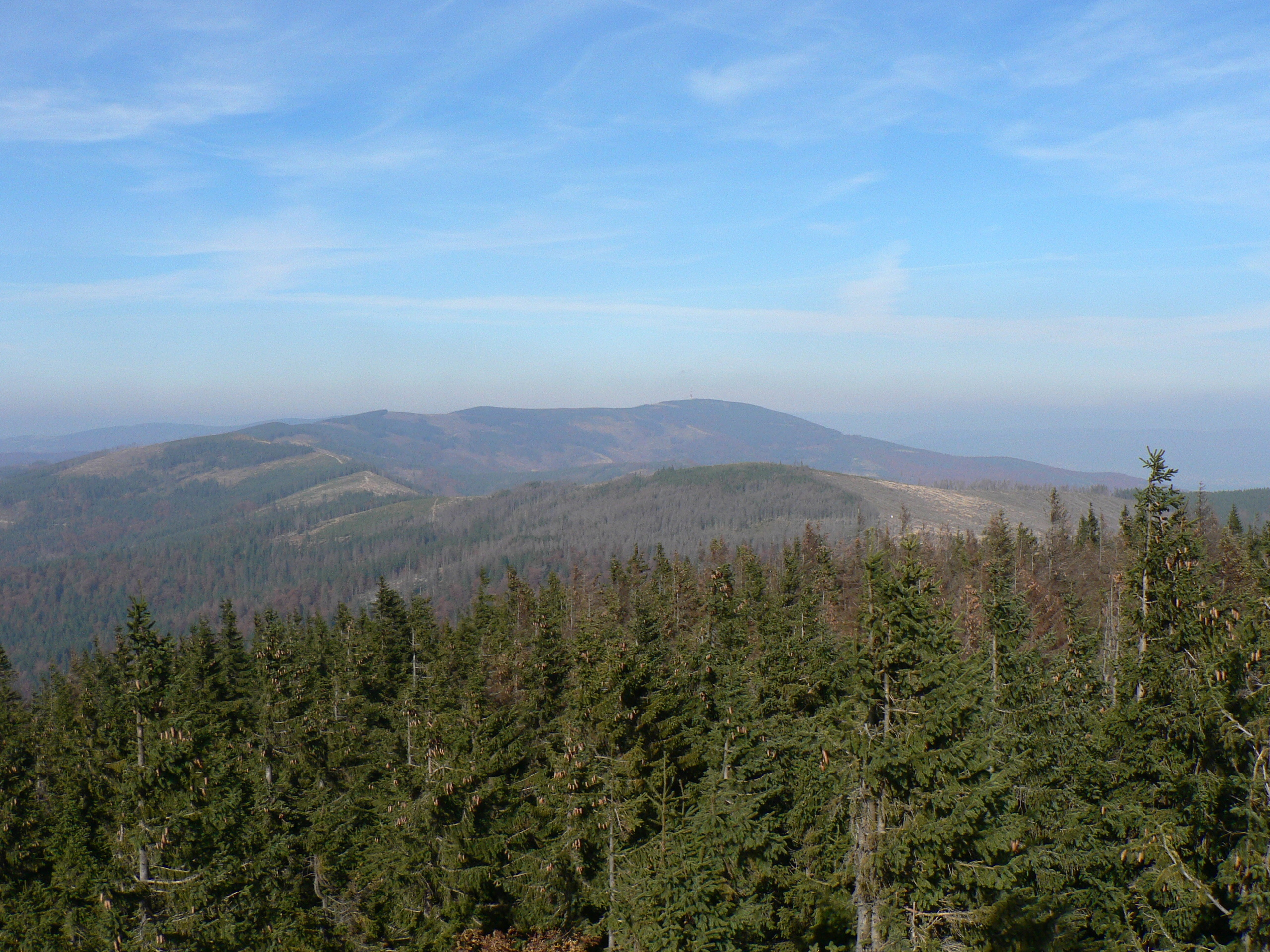
Skrzyczne z Baraniej Góry
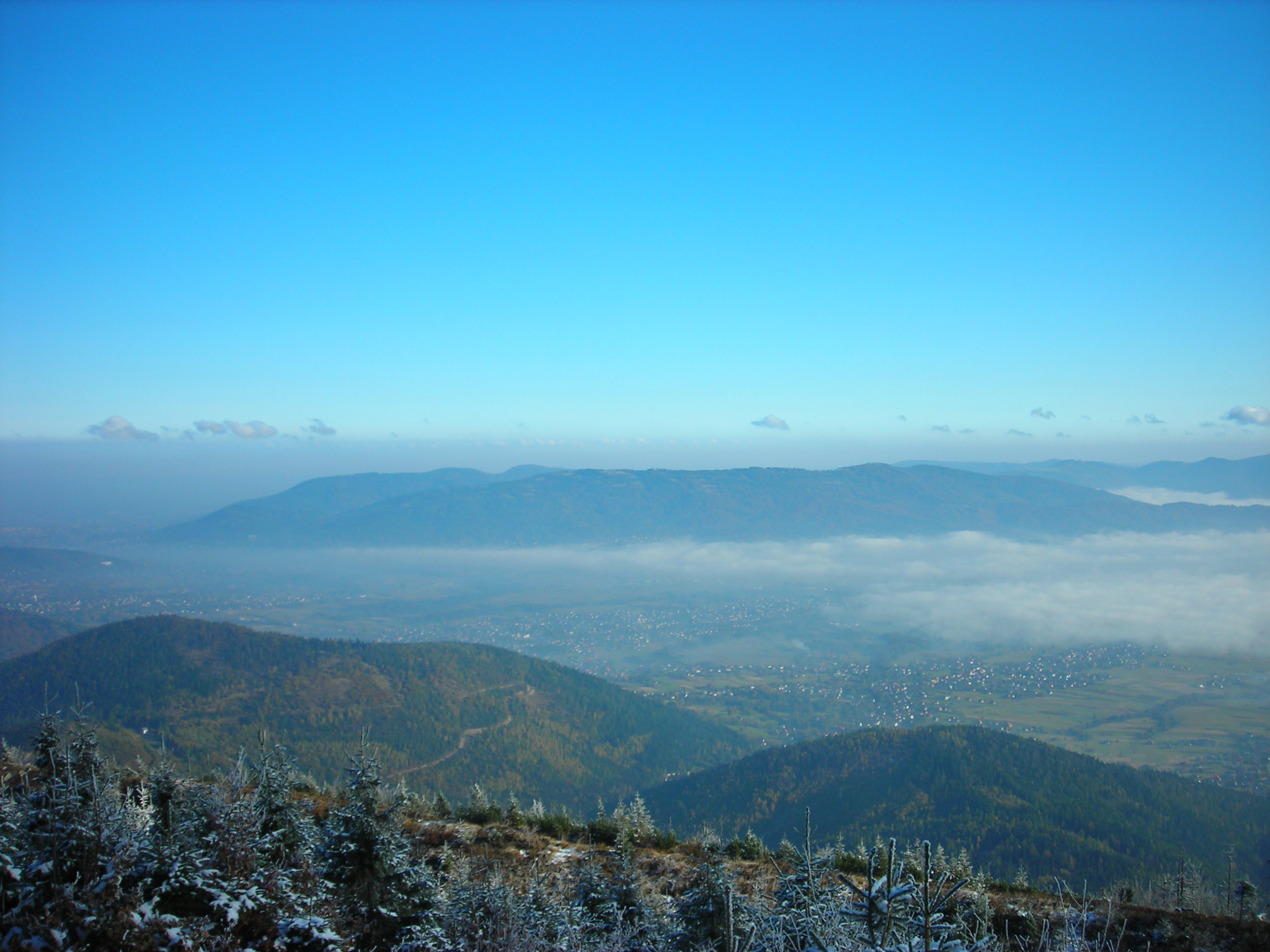
Skrzyczne – widok na Kotlinę Żywiecką i Beskid Mały
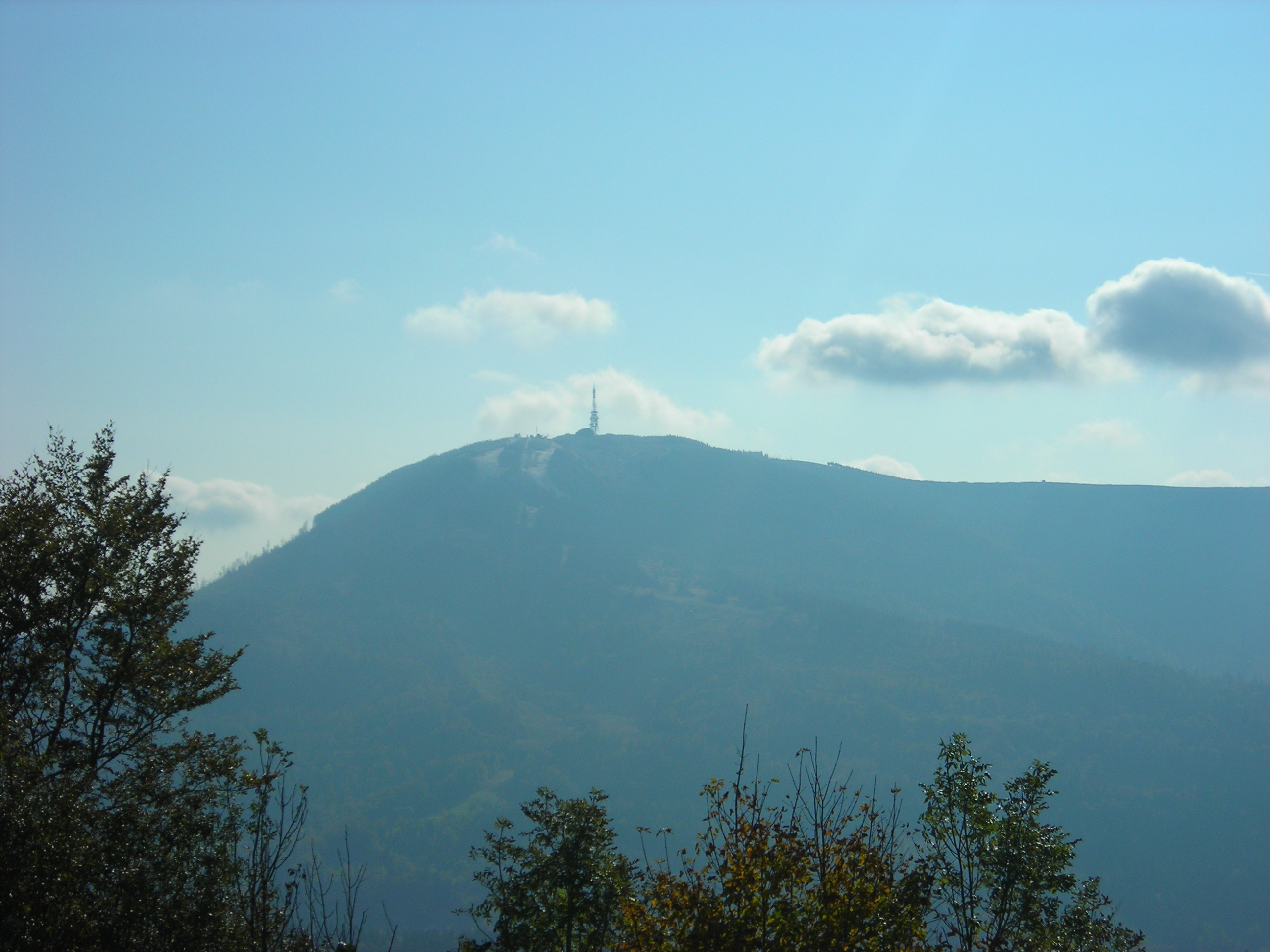
Widok na Skrzyczne z niebieskiego szlaku na Klimczok
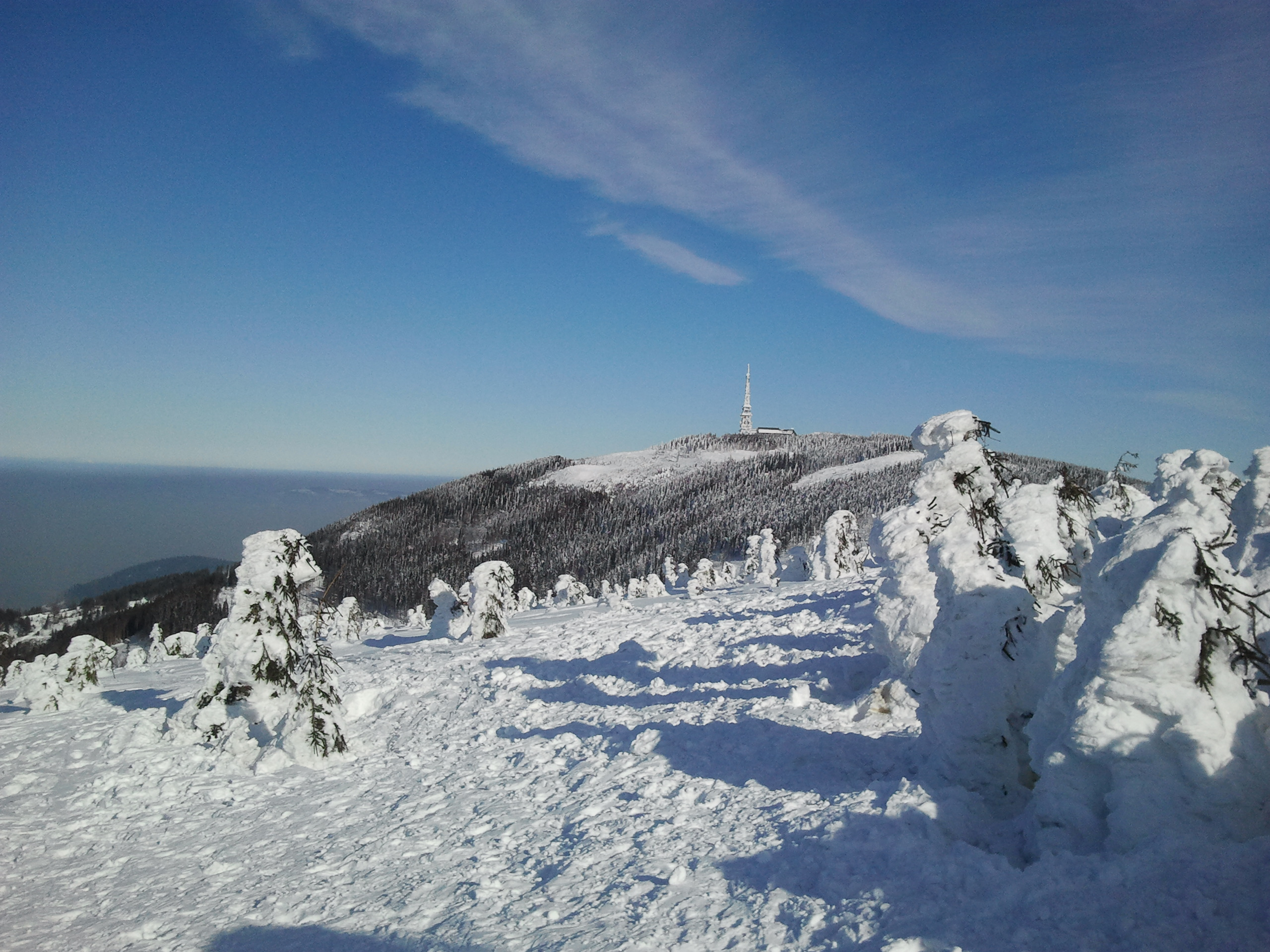
Zimowy widok na Skrzyczne ze strony Małego Skrzycznego
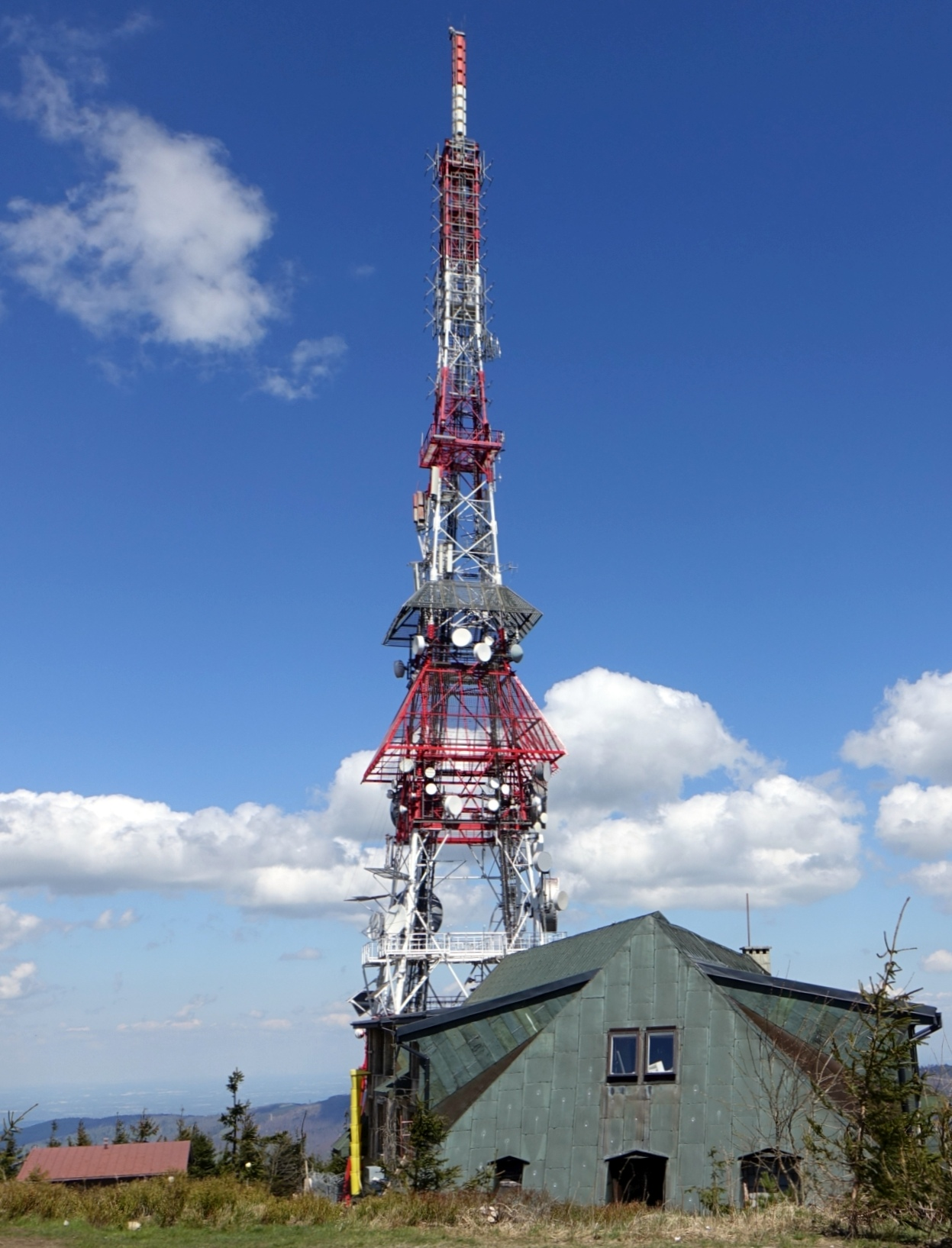
Wieża nadajnika RTV
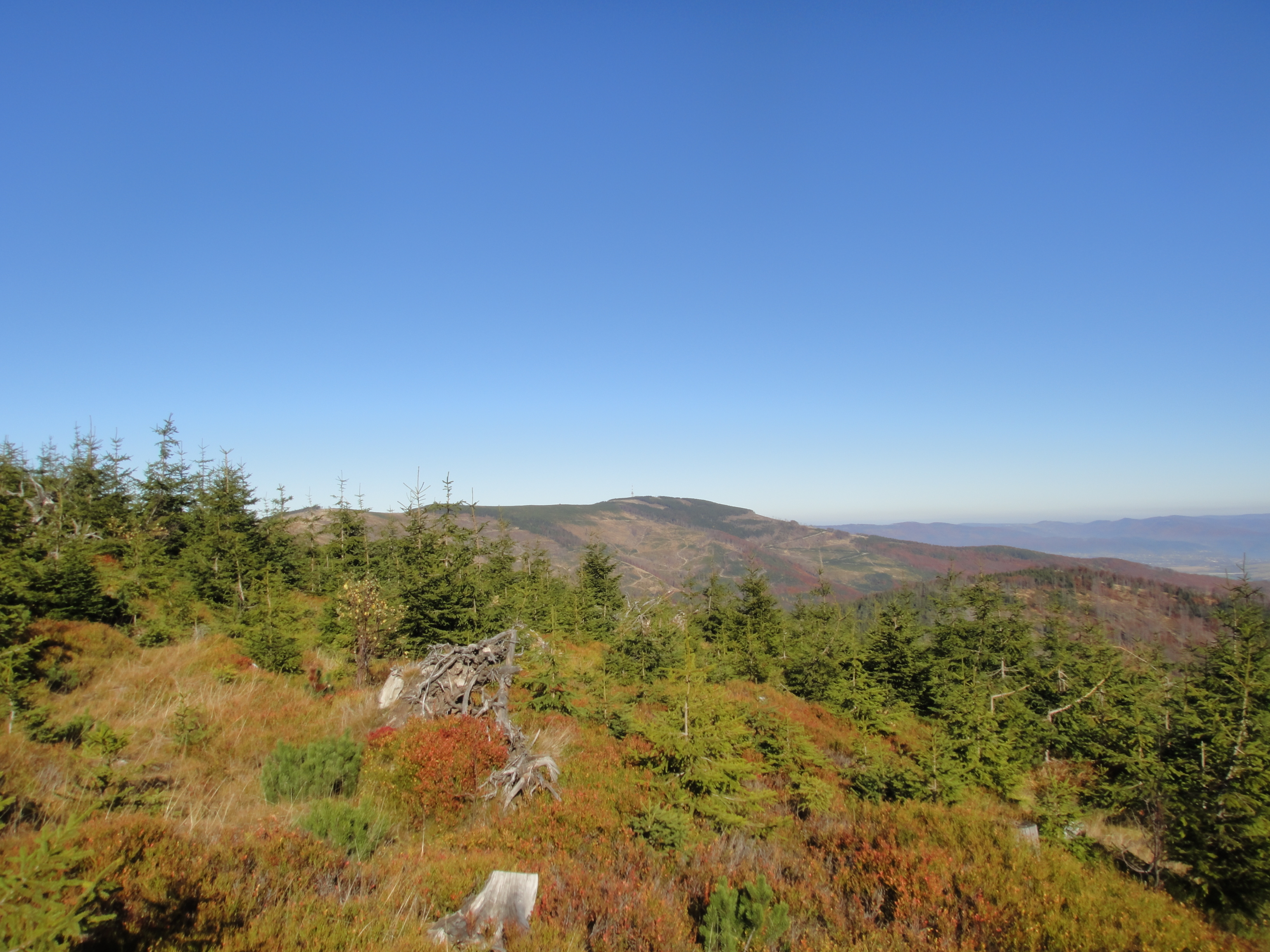
Skrzyczne-widok z Magurki Wiślańskiej
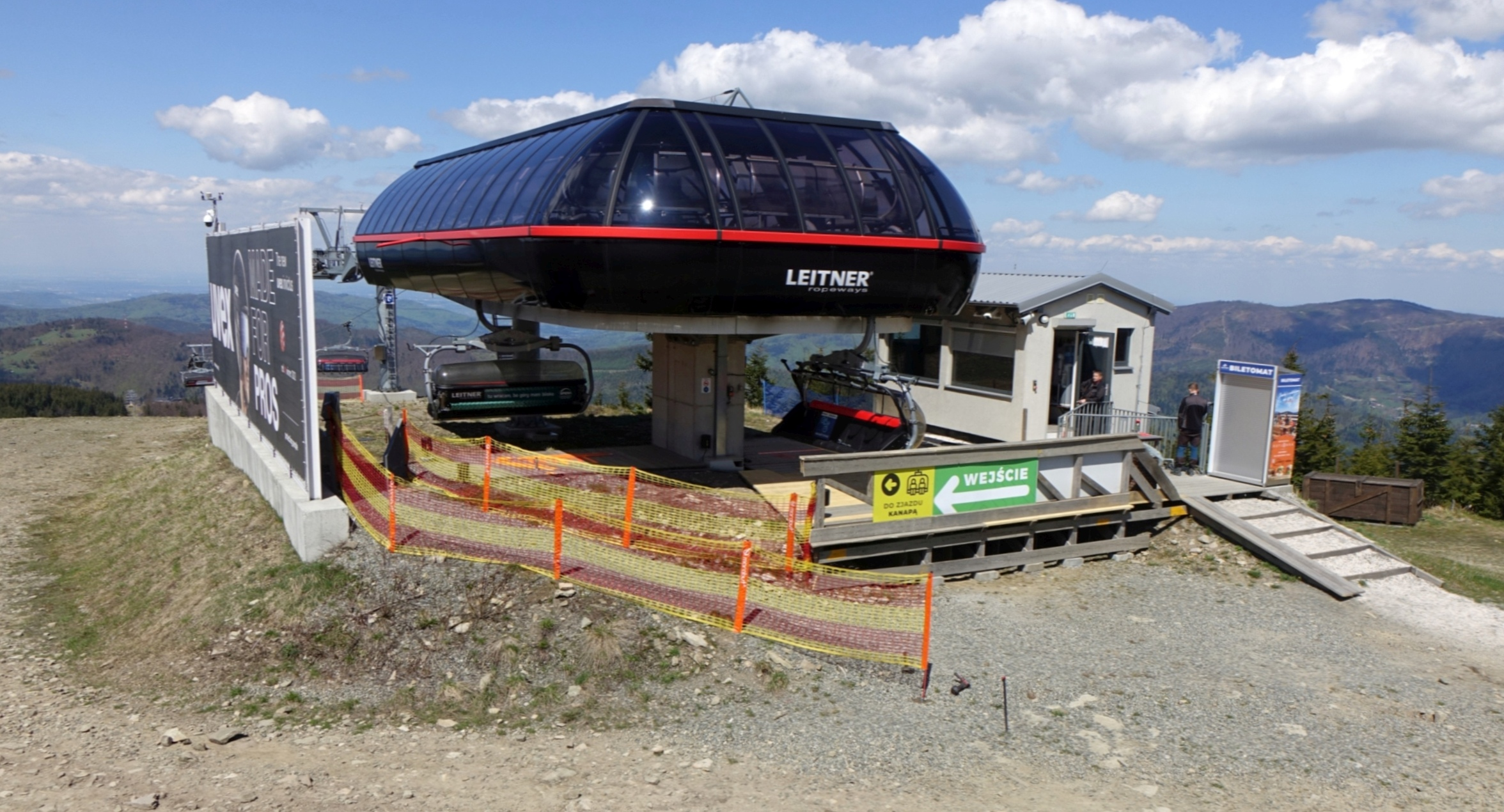
Górna stacja kolei krzesełkowej (2023)
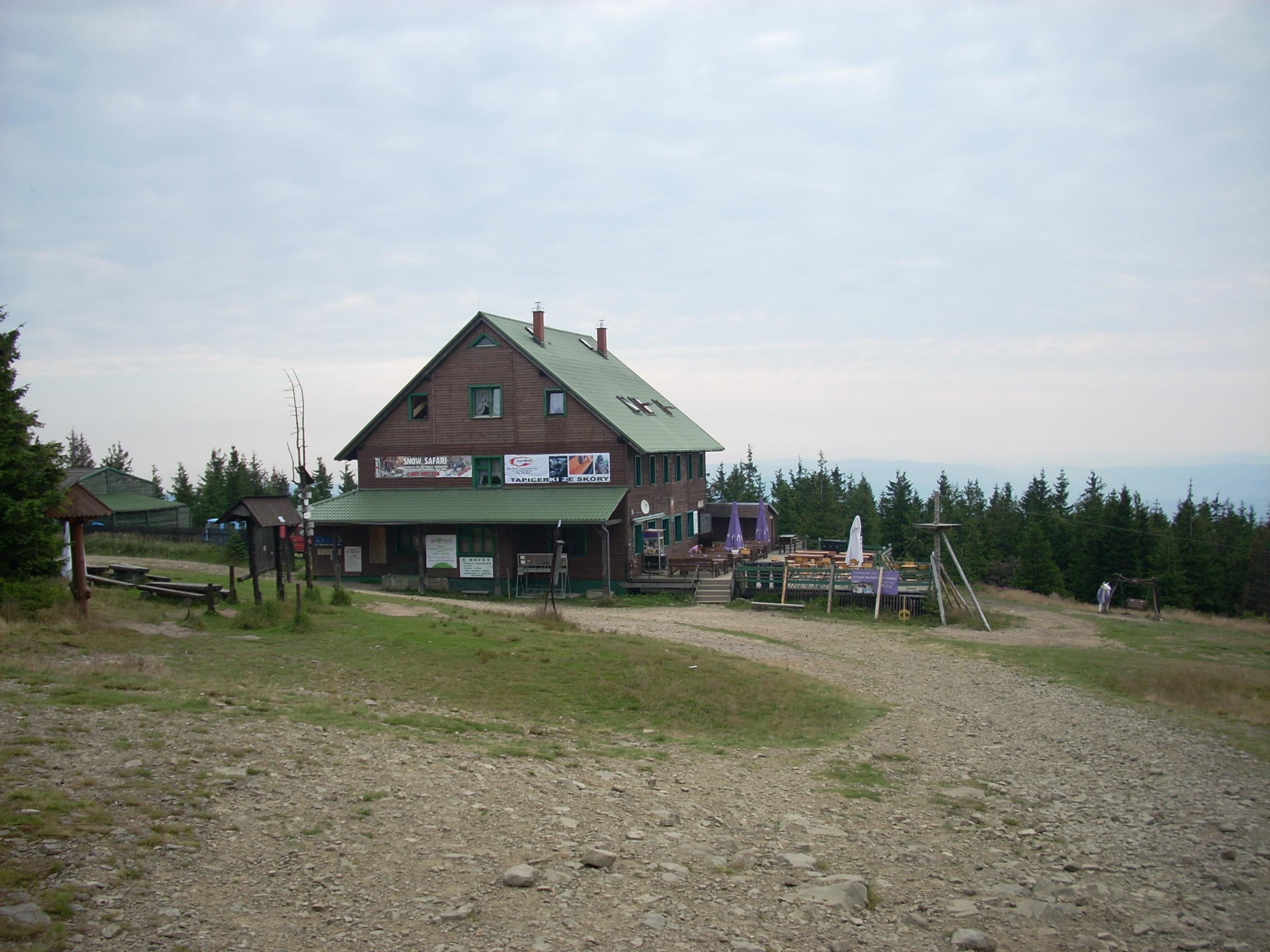
Schronisko PTTK Skrzyczne
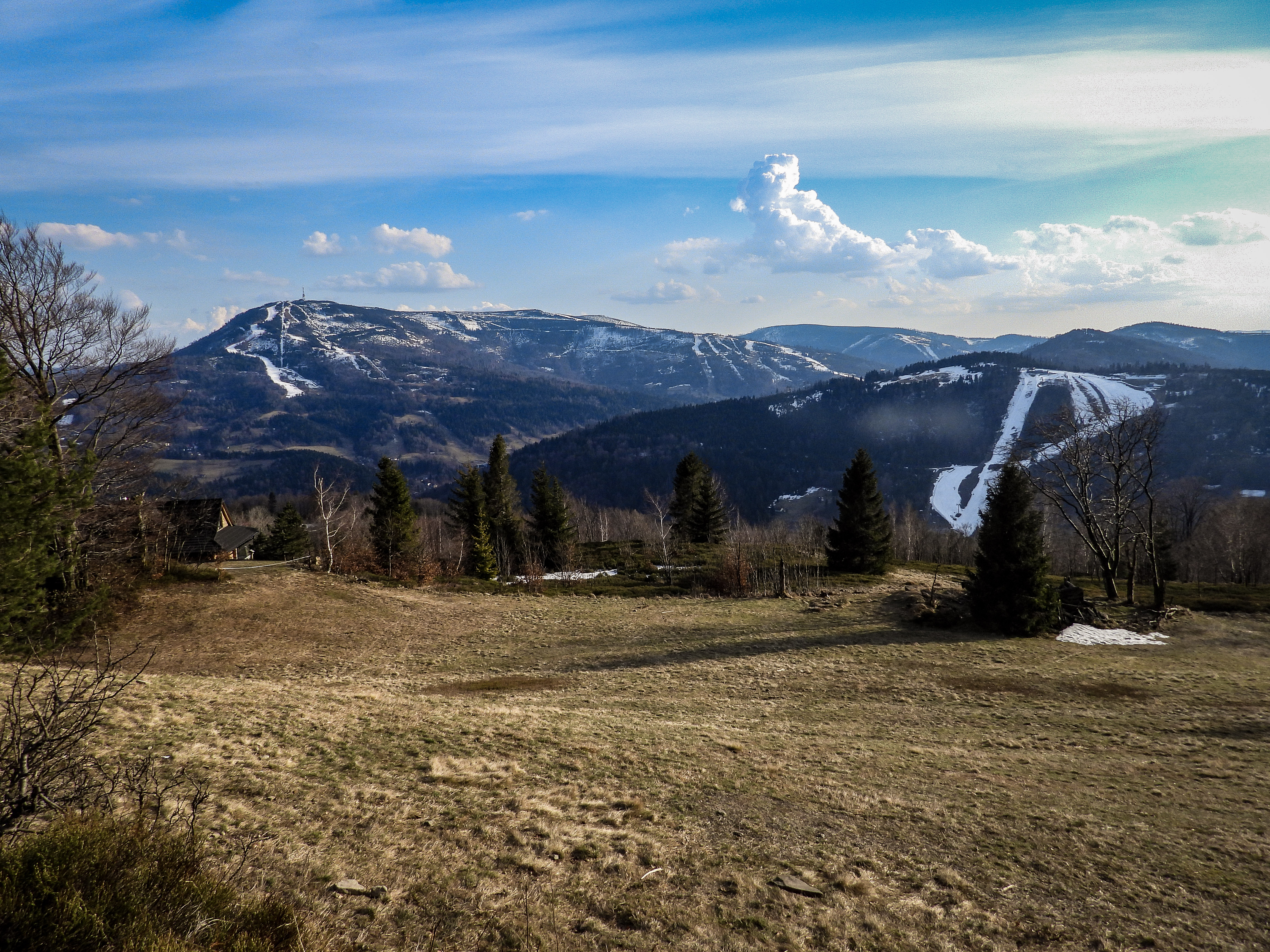
Widok na Skrzyczne z osiedla Podmagura
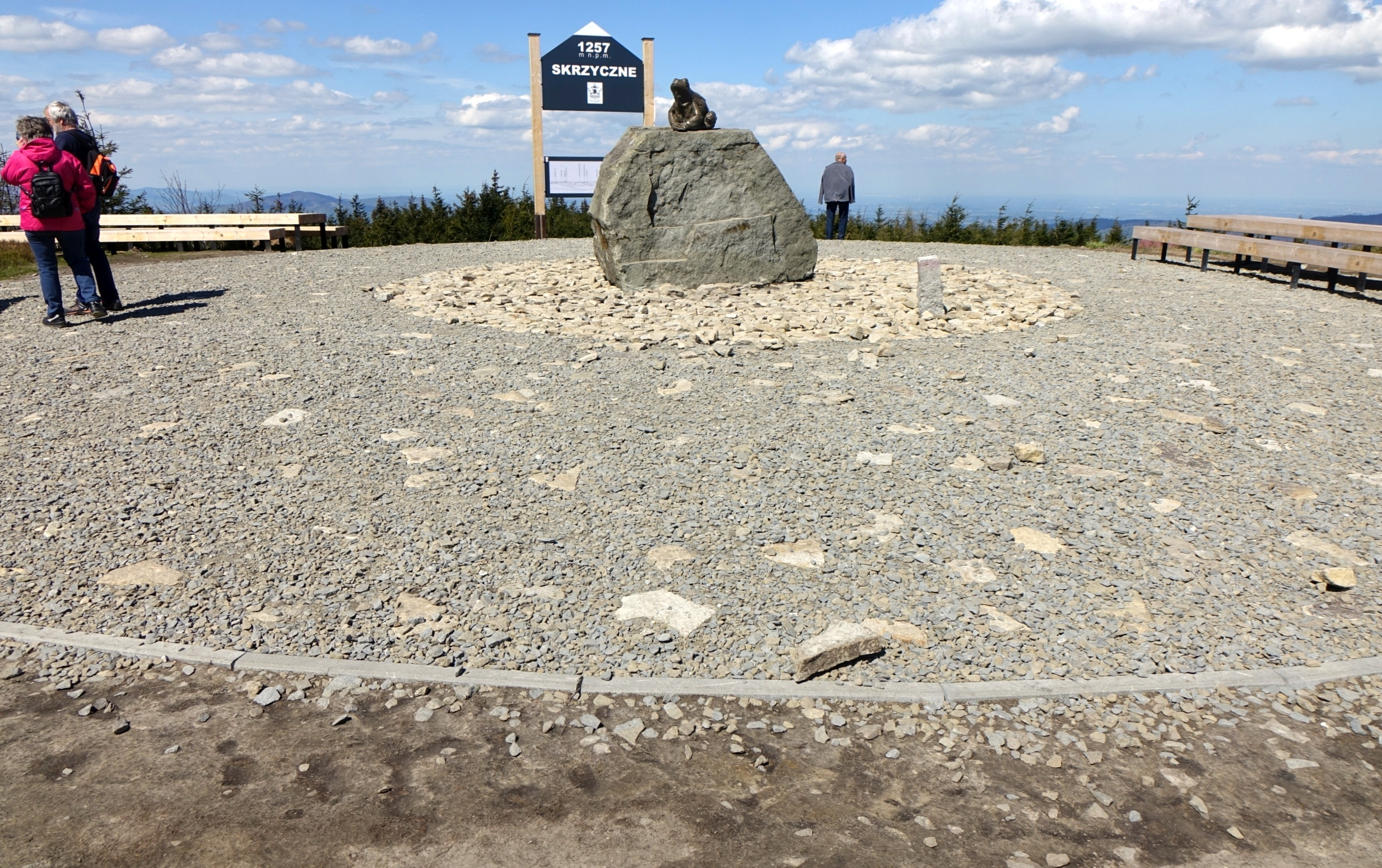
Na szczycie
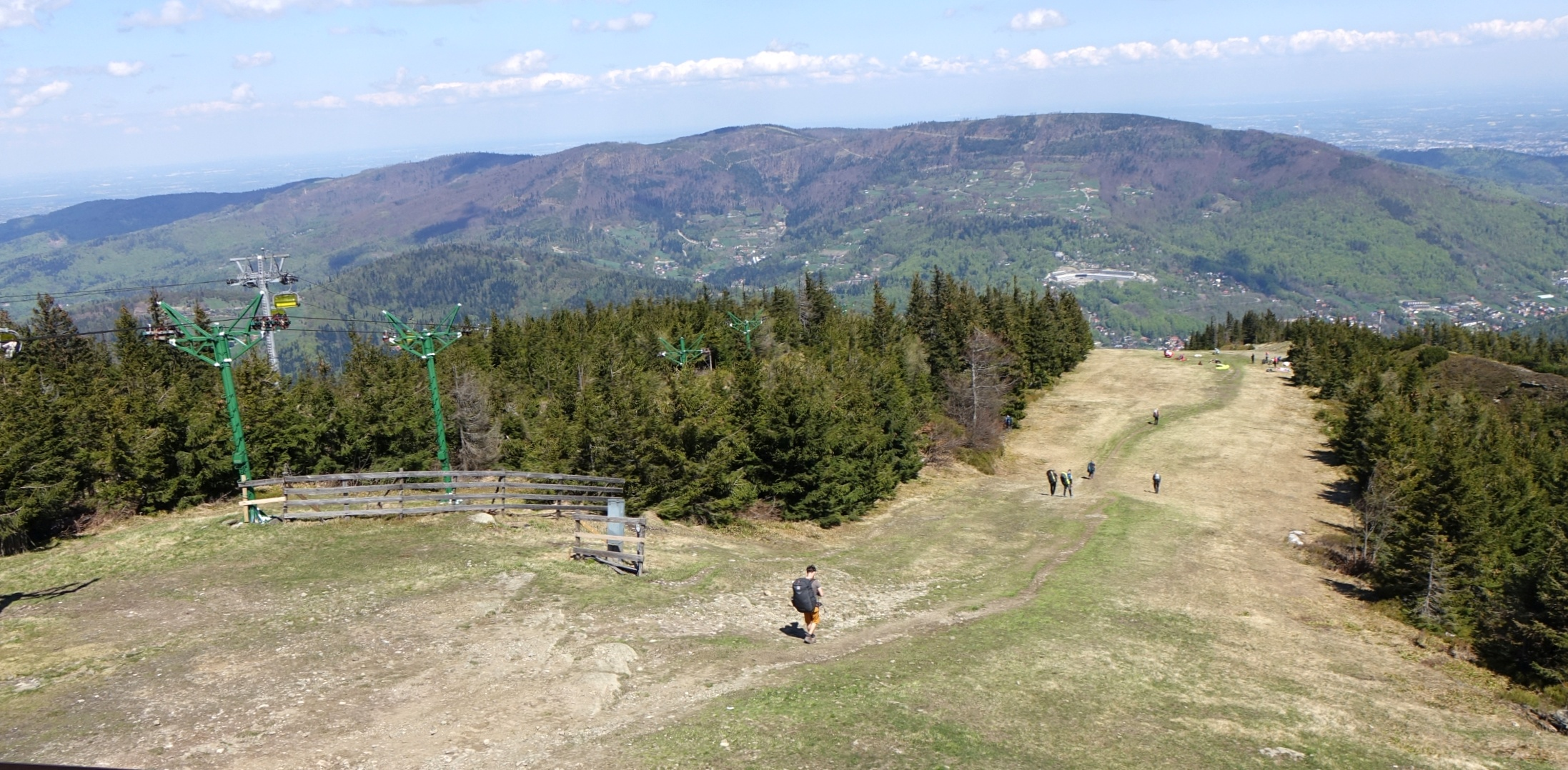
Stok narciarski